# Paul Chauvet (cyclisme)
Pour les articles homonymes, voir Chauvet.
Ne doit pas être confondu avec Paul Chauvet.
Paul Chauvet, né le 18 mars 1883 à Paris et mort le 4 septembre 1952 à Rueil-la-Gadelière, est un coureur cycliste français actif au début du XXe siècle.

## Biographie

### Carrière
Paul Chauvet participe pour la première fois au Tour de France en 1905 où il réalise une belle performance en terminant dans le top 10 du classement général alors qu’il court sans équipe. Les deux années suivantes, il ne participe pas au Tour de France mais continue le cyclisme au haut niveau et se classe deux fois dans le top 10 de Paris-Tours en 1906 et en 1907. En 1908, sous le maillot de l’équipe Peugeot-Wolber, il termine 14e du Tour en ayant travaillé pour son leader Lucien Petit-Breton. Il est de nouveau au départ du Tour de France l’année suivante mais il est contraint à l’abandon lors de la 5e étape.

## Palmarès sur route
- 1905
  - 4e de Bordeaux-Paris
  - 4e du Bol d'or
  - 7e du Tour de France
  - 8e de Paris-Roubaix
- 1906
  - 6e de Paris-Tours
- 1907
  - 7e de Paris-Tours

### Résultats sur les grands tours

#### Tour de France
3 participations :
- 1905 : 7e
- 1908 : 14e
- 1909 : non-partant (5e étape